# Lupinus pilosissimus
Lupinus pilosissimus là một loài thực vật có hoa trong họ Đậu. Loài này được M. Martens & Galeotti miêu tả khoa học đầu tiên năm 1843.